# 吴鹏 (足球运动员)
吴鹏（1982年8月15日—），中国前职业足球运动员，司职中场。

## 职业生涯
吴鹏出道于武汉光谷俱乐部。2008年武汉退出中超后，2009年吴鹏转入新成立的湖北绿茵俱乐部，同年以租借的形式加盟重庆力帆俱乐部。2010年正式转会至重庆力帆直至2015年12月离队。担任过球队的队长，主力前腰，绝对主力。2014年任重庆力帆足球俱乐部助理教练兼球员。2016年转会中乙球队南通支云足球俱乐部。